# Johannes Kemter
Johannes Kemter (Chemnitz (Saxònia), 20 de setembre, 1918 - Dresden, 20 de gener, 1998), va ser un músic de concert alemany (timbals, percussió, violí), cantant d'òpera (tenor) i professor de cant.

## Biografia
Johannes Kemter va néixer i el mateix any la família es va traslladar a Dresden. De petit va prendre classes de violí i a principis dels anys 30 va fer la prova d'accés a l'"Escola d'Orquestra de l'Orquestra Estatal de Saxònia". Allà el seu tema principal va ser el timbal amb Heinrich Knaueri el seu tema menor va ser el violí amb Arthur Tröber.
Encoratjat pel director d'òpera estatal Kurt Striegler, va començar a estudiar cant en el seu darrer any d'estudi. L'any 1939 va aprovar l'examen de músic d'orquestra. Després va rebre un compromís com a músic d'orquestra per a timbals, percussió i violí al "Theatre Aachen" sota la direcció d'Herbert von Karajan.
Dos anys més tard es va traslladar a Viena com a primer timbalista. Entre 1941 i 1944 va completar la seva formació vocal a l'Acadèmia Estatal de Música i Arts Escèniques de Viena. També es va llicenciar en pedagogia vocal. Després de la declaració de "guerra total" i el cessament de les operacions del teatre, va tornar a la seva ciutat natal de Dresden.
Acabada la guerra, l'1 de juliol de 1945, va ser contractat per la "Saxon State Orchestra" sota la direcció de Joseph Keilberth com a timbalista i percussionista. Unes setmanes més tard va debutar com a cantant en la categoria de tenor buffo com a Junker Spärlich a Die lustigen Weiber von Windsor a l'Òpera Estatal de Dresden. Aquesta activitat aviat es va fer tan dominant que el treball addicional a la bateria ja no era possible.
El seu paper més conegut i popular entre el públic va ser el paper de la bruixa a Hänsel und Gretel.
A més de la seva feina com a cantant d'òpera, va començar a treballar com a professor de cant als anys cinquanta. La seva primera alumna va ser Hermi Ambros, que va ser contractada a l'Òpera Estatal de Dresden el 1957. Peter Schreier i Siegfried Vogel van seguir. Altres alumnes van ser Rolf Tomaszewski, Klaus König, Klaus Gerber i Spas Wenkoff.